# 俾斯麦 (游戏)
《俾斯麦》（英語：Bismarck），是由Personal Software Services開發，Mirrorsoft发行的一款回合制战略游戏。1987年该作在英国发售康懋達64版和ZX Spectrum版。1988年，该作支持在Amiga、Apple II、雅達利ST和Atari 8-bit上游玩。该作为战略战争游戏（Strategic Wargames）系列第10作，玩家可以选择操纵德国战列舰俾斯麦号和英国皇家海军舰队。
该作以第二次世界大战中俾斯麥號戰艦的最後一戰为背景，围绕俾斯麦号试图逃离皇家海军舰队的追击展开，皇家海军舰队希望能为丹麦海峡海战中因胡德号战列巡洋舰沉没丧生的1412名士兵报仇。该作好评居多；评论者们称赞该作的的画面和表现形式，但也有评论者认为游戏的操控系统存在问题。

## 玩法

俾斯麦号需要躲避来自皇家海军舰队的追击，要么驶向冰岛，要么驶向德占法国军事管辖区。

該作為回合制战略游戏，围绕1941年5月27日俾斯麦号战列舰的最后一战展开。此战是丹麦海峡海战的后续，当初俾斯麦号和欧根亲王号在丹麦海峡海战中击沉了胡德号，造成1412名英国官兵死亡。英国政府对于胡德号的沉没恼羞成怒，派出大批舰队追击并摧毁了俾斯麦号和欧根亲王号。
玩家可以在游戏开始时选择自己想操作的一方。如果玩家选择德国一方，游戏的目标就是避开皇家海军舰队，驶往冰岛或德占法国军事管辖区。德国方只能操纵俾斯麦号，并需要抵御来自皇家海军和皇家空军的攻击。如果玩家选择英国一方，则需操纵皇家海军舰队搜索并摧毁俾斯麦号。玩家可以访问游戏中的指挥中心，该中心会根据玩家选择的阵营发出不同的警报。如果玩家操纵的是俾斯麦号，则会收到U型潜艇发现英国船只的报告。如果玩家操纵的是皇家海军舰队，则会收到无线电截获的关于俾斯麦号大致位置的信息。

己方船只一旦接触敌方任何船只，就会显示关于敌方战舰信息的示意图。

如果俾斯麦号遭遇来自英国皇家海军舰艇的拦截或破坏，游戏将自动转入街机模式，玩家若选择德国方可在此模式中抵御英军的攻击，若选择英国方亦可在该模式摧毁俾斯麦号。玩家可选择该模式是否开启，但如果任何一方发生冲突，该模式就会自动开启。该模式的界面分为三个部分：界面的上半部分显示船只前方的海景和附近的敌舰；中间部分包括用于控制飞船移动方向和发射武器的按钮和图示；界面下半部分显示所操纵舰艇侧面的示意图，一旦舰艇受到炮击损坏，示意图就会变色。
一旦敌舰进入玩家操纵战舰的射程之内，玩家可以选择对敌舰开火或避开敌舰。玩家操纵的战舰在战斗中可能会发生火灾，如果不能迅速控制火势或火势蔓延到燃料箱，战舰就会被摧毁。玩家可以选择命令灭火人员控制火势，但这会导致战舰脱离战斗。该作为实时游戏，玩家可以调控游戏实时进行的速度快慢。

## 回响
《Your Sinclair》的彼得·柏林（Peter Berlin）称赞了该作的画面，称其“观赏性强”且有条理。《撞击》的菲利帕·欧文（Philippa Irving）认为该作的画面和界面设计“相当平淡”但又“精美”。她称赞该作运行流畅，并认为Personal Software Studios在游戏类型的选择上“十分成功”。她表示该作的规则虽然“内容不多”，但能详细的介绍游戏的重要方面并能有效地帮助玩家。她也指出该作的地图设计虽然“平淡无奇”，但该作“细致的细节刻画”和新增的绘图抵消了这一缺点。《Computer and Video Games》的评论员称该作“十分优秀”。他唯一的批评是该作不适合使用手柄游玩，他认为手柄在该作中“几乎无法使用”。
《Computer Gamer》的戴维·白金汉（David Buckingham）认为该作是Personal Software Studios开发的最值得一玩的游戏，并称该作的战略和动作元素“表现非常好”。《Sinclair User》的加里·鲁克（Gary Rook）称赞该作将战略和街机模拟两种元素“十分巧妙”的融合在一起。他认为该作对于那些对普通的街机游戏“感到厌倦”、喜欢“更高难度游戏”的玩家来说是一个很好的入门作。他也指出该作作为一款街机游戏水平已经足够，但对该作是否能称得上是一款“真正的”战争游戏持怀疑态度。